# Jürgen Piepenburg
Jürgen Piepenburg (Schöningsburg, 1941. június 10. – 2025. március 7.)  keletnémet labdarúgó, csatár, edző.

## Pályafutása

### Játékosként
Piepenburg 1964-ben kezdett el a keletnémet élvonalbeli Vorwärts Berlin csapatában futballozni, ami a Nemzeti Néphadsereg sportegyesülete volt. A klubbal kétszer nyert keletnémet bajnokságot (1966, 1969), valamint egyszer keletnémet kupát (1970). Az 1966–1967-es Bajnokcsapatok Európa-kupájában szerzett hat találatával (öt gól az ír Waterford és egy gól a lengyel Górnik Zabrze csapata ellen) Paul Van Himst mellett a sorozat társgólkirálya lett. 1971-ben klubja, a Vorwärts áttette székhelyét Frankfurt an der Oderba, Piepenburg pedig szintén a csapattal tartott. 1975-ben vonult vissza a Vorwärts csapatától, amelyben összesen kétszázharminchat mérkőzésen hetvenkilenc gólt szerzett a keletnémet élvonalban.

### Edzőként
Piepenburg 1984 és 1988 között a keletnémet másodosztályú Vorwärts Dessau edzője volt. Németország újraegyesítése után a BFC Dynamo, valamint a Germania Schöneiche csapatait edzette.

## Sikerei, díjai

### Játékosként
- Vorwärts Berlin
  - Keletnémet bajnok (2): 1965–1966, 1968–1969
  - Keletnémet kupagyőztes (1): 1969–1970
  - Bajnokcsapatok Európa-kupája gólkirály (1): 1966–1967 (6 gól)